# Marianne Pedersen
Marianne Løth Pedersen (* 28. Februar 1985) ist eine dänische Fußballspielerin. Die Abwehrspielerin steht bei Fortuna Hjørring unter Vertrag und spielt für die dänische Nationalmannschaft.
Pedersen begann ihre Karriere beim Verein Varde IF und spielt seit 2007 für Fortuna Hjørring. Mit Hjørring gewann sie 2009 die dänische Meisterschaft und 2008 den dänischen Pokal. 
Ihr erstes Länderspiel absolvierte sie am 4. März 2009 in einem Spiel gegen die USA. Pedersen nahm an der Europameisterschaft 2009 teil. In ihren sechs Länderspielen erzielte sie bislang noch kein Tor.